# FT 100全球知識分子
2005年全球知识分子投票（The 2005 Global Intellectuals Poll）是2005年英国《前景》杂志为纪念创刊十周年，会同美国《外交政策》杂志进行了一次网络调查，评选出在世的全球100名最有影响力的公共知识分子。结果在2005年11月公布。美国著名的语言学家诺姆·乔姆斯基被评为当代最伟大公共知识分子。

## 数据统计
当选的百名公共知识分子中，按出生地计，约40%来自加拿大和美国，25%来自欧洲和俄罗斯，22%来自中东和远东。其它地方各自所占均少于5%——例如有4%来自拉丁美洲，3%来自非洲，2%来自澳洲。
此外，仅有8%为女性。

## 批评
尽管本次投票是网上自由投票，不过网上投票有可能导致有组织性投票，也有很多人是按照候选者的国际和语言进行投票——这些都导致了投票的公正性、准确性和权威性收到质疑。

## 名单
下面是全球百大公共知識分子：
1. 诺姆·乔姆斯基：美国语言学家，自由社会主义者。
2. 阿什拉夫·加尼·艾哈迈德扎伊：阿富汗總統。
3. 理查德·道金斯：英国科普作家，动物学家，演化生物学家。
4. 瓦茨拉夫·哈维尔：捷克共和国前总统，作家、剧作家。
5. 克里斯托弗·希钦斯：英国评论家。
6. 保罗·克鲁格曼：美国经济学家。
7. 尤尔根·哈贝马斯：德国哲学家，西方马克思主义法兰克福学派领袖。
8. 阿马蒂亚·库马尔·森：印度经济学家。
9. 贾德·戴蒙：美国演化生物学家、生理学家、生物地理学家以及非小说类作家。
10. 萨尔曼·鲁西迪：英国文学家。
11. 娜欧米·克莱因：加拿大作家、社会活动家，反全球化运动领袖。
12. 希林·伊巴迪：伊朗律师，人权活动者。
13. 赫南多·德·索托：秘鲁经济学者。
14. 布若恩·隆姆博格：丹麦学者。
15. 阿多卡里姆·索罗什：伊朗思想家、政治家。
16. 汤马斯·佛里曼：美国新自由主义新闻记者、专栏以及书籍作家。
17. 教皇本笃十六世：天主教教宗。
18. 艾瑞克·霍布斯邦：英国马克思主义历史学家。
19. 保罗·沃尔福威茨：世界银行行长，前美国国防部副部长。
20. 卡米拉·帕格利亚：美国社会批评家、作家。
21. 法兰西斯·福山：美国日裔作家、政治经济学家，新保守主义者。
22. 让·鲍德里亚：法国文化理论家、后现代主义和后结构主义哲学家、摄影师。
23. 斯拉沃热·齐泽克：斯洛文尼亚哲学家，文化批判家、后拉冈学派心理分析理论家。
24. 丹尼尔·丹尼特：美国心理哲学、科学哲学家。
25. 弗里曼·戴森：美籍英裔数学物理学家。
26. 斯蒂芬·平克：美籍加拿大实验心理学家、认知科学家。
27. 杰佛瑞·萨克斯：美国经济学家。
28. 塞缪尔·菲利普斯·亨廷顿：美国政治学家，提出文明冲突论。
29. 马里奥·巴尔加斯·略萨：秘鲁-西班牙作家、诗人，结构写实主义大师。
30. 大阿雅图拉阿里·西斯坦尼：伊拉克宗教领袖。
31. 艾德华·威尔森：美国昆虫学家、生物学家，提出生物多样性。
32. 理查德·A·波斯纳：美国联邦上诉法院法官，法学理论家。
33. 彼特·辛格：澳大利亚哲学家，生物伦理学家，提倡动物解放。
34. 伯纳德·刘易斯：美籍英国历史学家、东方学家、批评家。
35. 法里德·扎卡利亞：印度裔美國專欄作家。
36. 盖瑞·贝克：美国经济学家，芝加哥经济学派。
37. 迈克尔·伊格纳蒂夫：加拿大作家、政治哲学家、人权民主学者。
38. 奇努阿·阿契贝：尼日利亚小说家、诗人。
39. 安东尼·纪登斯：英国社会学家，提出结构理论和社会本体论。
40. 劳伦斯·莱斯格：美国学者，法律和贸易专家，创作共用协议创始人。
41. 理查德·罗蒂：美国哲学家。
42. 贾格迪什·巴格沃蒂：美国经济学家，自由贸易捍卫者。
43. 费尔南多·恩里克·卡多佐：巴西前总统，社会学家。
44. 约翰·马克斯维尔·库切：南非作家、小说家。
45. 尼尔·福格森：英国经济史学家。
46. 阿亞安·希爾西·阿里：荷兰女性主义政治家。
47. 史蒂文·温伯格：美国物理学家。
48. 茱莉亚·克里斯蒂娃：法籍比利时哲学家、文学批评家、心理分析学家、女性主义者。
49. 吉曼·基尔：澳大利亚女性主义记者、作家。
50. 安东尼·内格里（Antonio Negri）：意大利马克思主义政治哲学家。
51. 雷姆·库哈斯（Rem Koolhaas）：荷兰建筑师。
52. 提摩西·阿什（Timothy Garton Ashm）：英国作家、政治学家。
53. 玛莎·努斯堡（Martha Nussbau）：美国哲学家、伦理学家。
54. 奥尔汗·帕穆克（Orhan Pamuk）：土耳其作家。
55. 克里福得·葛兹（Clifford Geertz）：美国文化人类学家。
56. 尤素福·卡拉达维（Yusuf al-Qaradawi）：埃及穆斯林牧师、神学家。
57. 亨利·路易斯·盖茨（Henry Louis Gates Jr.）：美国批评家、作家、教育家。
58. 塔里克·雷曼丹（Tariq Ramadan）：瑞士穆斯林哲学家。
59. 阿默斯·奥兹（Amos Oz）：以色列作家、小说家。
60. 劳伦斯·萨默斯（Larry Summers）：前美国财政部部长，经济学家。
61. 汉斯·昆（Hans Küng）：瑞士天主教神学家。
62. 罗伯特·卡根（Robert Kagan）：美国学者，保守主义政治评论家。
63. 保罗·肯尼迪（Paul Kennedy）：英国历史学家。
64. 丹尼尔·卡内曼（Daniel Kahneman）：以色列裔美国心理学家。
65. 萨利·努赛贝赫（Sari Nusseibeh）：巴勒斯坦哲学家。
66. 渥雷·索因卡（Wole Soyinka）：尼日利亚作家、诗人和剧作家。
67. 凯莫尔·德维斯（Kemal Derviş）：土耳其经济学家、政治家。
68. 迈克尔·沃尔泽（Michael Walzer）：美国政治哲学家。
69. 高行健（Gao Xingjian）：法籍中国剧作家、作家、小说家、戏剧导演。
70. 哈沃德·加德纳（Howard Gardner）：美国发展心理学家，提出了多元智能理论。
71. 詹姆斯·洛夫洛克（James Lovelock）：英国科学家，提出盖亚假说。
72. 罗伯特·休斯（Robert Hughes）：美国艺术批评家。
73. 阿里·马兹瑞（Ali Mazrui）：肯尼亚哲学家。
74. 克莱格·凡特（Craig Venter）：美国生物学家。
75. 马丁·瑞斯（Martin Rees）：英国天体物理学家、天文学家。
76. 詹姆斯·Q·威尔逊（James Q. Wilson）：美国作家。
77. 罗伯特·帕特南（Robert Putnam）：美国政治学家。
78. 彼得·斯劳特戴克（Peter Sloterdijk）：德国哲学家。
79. 赛格·卡拉加诺夫（Sergei Karaganov）：俄罗斯地缘政治学家。
80. 苏尼塔·那雷恩（Sunita Narain）：印度环境学家。
81. 阿兰·芬基尔克罗（Alain Finkielkraut）：法国评论家、哲学家。
82. 樊纲（Fan Gang）：中国经济学家。
83. 弗洛伦斯·万布古（Florence Wambugu）：肯尼亚植物病理学家、病毒学家。
84. 吉尔·凯柏（Gilles Kepel）：法国阿拉伯学者。
85. 安立奎·克劳西（Enrique Krauze）：墨西哥历史学家。
86. 哈金（Ha Jin）：美国华裔作家。
87. 尼尔·格申菲尔德（Neil Gershenfeld）：美国物理学家。
88. 保罗·艾克曼（Paul Ekman）：美国心理学家，研究情绪和面部表情的先驱
89. 加隆·雷尼尔（Jaron Lanier）：美国工程师，虚拟现实开发者。
90. 高登·康威（Gordon Conway）：英国农业经济学家。
91. 帕瓦·丹默斯（Pavol Demes）：斯洛伐克政治哲学家。
92. 伊莱恩·斯卡丽（Elaine Scarry）：美国文学家、语言学家。
93. 罗伯特·库帕（Robert Cooper）：英国军事学家、战略学家。
94. 哈罗德·瓦慕斯（Harold Varmus）：美国医学家。
95. 普拉姆迪亚·阿南达·杜尔（Pramoedya Ananta Toer）：印度尼西亚作家、散文家，持不同政见者。
96. 郑必坚（Zheng Bijian）：中国政治理论家。
97. 大前研一（Kenichi Ohmae）：日本管理学家、经济评论家。
98. 王缉思（Wang Jisi）：中国外交理论家。
99. 马凯硕（Kishore Mahbubani）：新加坡学者。
100. 石原慎太郎（Shintaro Ishihara）：东京都知事，日本政治家、作家。

## 额外投票名单
本名单是由读者提名，但不在《前景》杂志名单上的公共知识分子：
1. 米尔顿·弗里德曼（Milton Friedman）：美国自由主义经济学家。
2. 史提芬·霍金（Stephen Hawking）：英国理论物理学家、天文学家。
3. 阿兰达蒂·洛伊（Arundhati Roy）：印度作家、小说家，社会活动家。
4. 霍華德·津恩（Howard Zinn）：美国历史学家、剧作家、社会活动家
5. 比尔·克林顿（Bill Clinton）：美国前总统，律师，经济学家。
6. 约瑟夫·斯蒂格利茨（Joseph Stiglitz）：美国经济学家。
7. 约翰·诺伯格（Johan Norberg）：瑞典作家，全球化学者。
8. 第十四世达赖喇嘛（The 14th Dalai Lama）：达赖喇嘛，西藏宗教精神领袖。
9. 汤玛斯·索威尔（Thomas Sowell）：美国经济学家、评论家。
10. 康耐尔·维斯特（Cornel West）：美国哲学家。
11. 纳尔逊·曼德拉（Nelson Mandela）:南非前总统，和平家。
12. 戈尔·维达尔（Gore Vidal）：美国小说家、剧作家。
13. 穆罕默德·哈塔米（Mohammad Khatami）：伊朗前总统，学者。
14. 约翰·拉斯藤·绍尔（John Ralston Saul）：加拿大作家、散文家。
15. 乔治·蒙比奥特（George Monbiot）：英国作家、环保主义者、社会活动家。
16. 朱迪斯·巴特勒（Judith Butler）：美国后结构主义哲学家。
17. 维克托·戴维斯·汉森（Victor Davis Hanson）：美国专栏作家、保守主义军事史学家。
18. 加西亚·马尔克斯（Gabriel García Márquez）：哥伦比亚魔幻现实主义作家、记者和社会活动家。
19. 博诺（Bono）：英国流行音乐家、社会活动家，公益慈善家。
20. 哈罗德·布鲁姆（Harold Bloom）：美国文学批评家。